# 大光明電影院

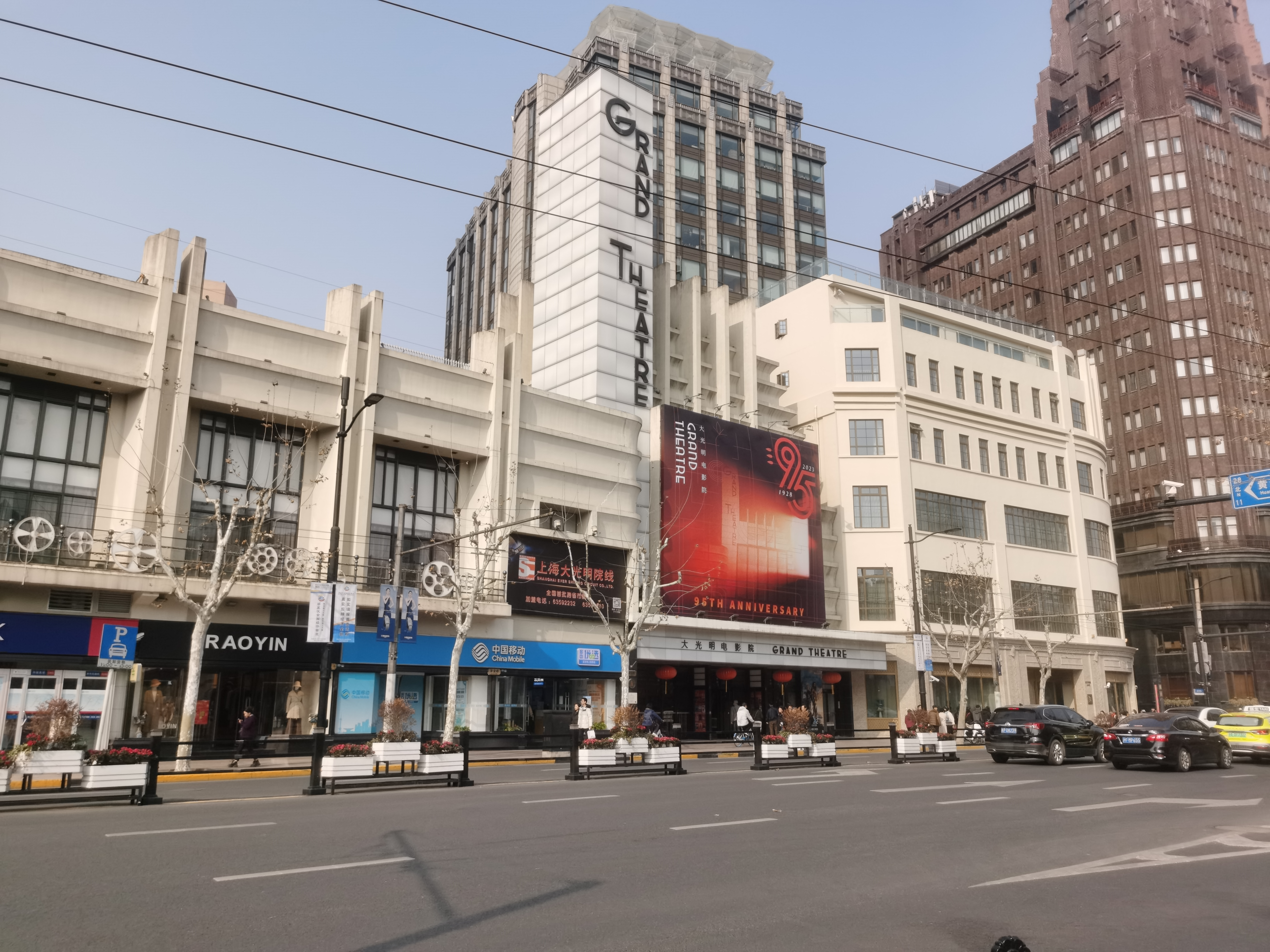
大光明電影院

大光明電影院（だいこうめいでんえいいん、Grand Theatre）、は上海市黄浦区南京西路216号に位置する映画館である。大光明電影院は1928に開業し、中国最古の現存の映画館の一つであり、「極東第一の映画館」とも呼ばれた。現在の建築は1933年に建設した。1989年、大光明電影院が上海市文物保護単位に入選した。
大光明電影院は2008年に大規模リニューアル工事を行い、1933年の様式をもとに復元した。2019年7月15日、大光明電影院が上海最初の24時間オープンの映画館になった。